# Dysopsis paucidentata
Dysopsis paucidentata är en törelväxtart som först beskrevs av Johannes Müller Argoviensis, och fick sitt nu gällande namn av Gustavo Lozano-Contreras och J.Murillo. Dysopsis paucidentata ingår i släktet Dysopsis och familjen törelväxter. Inga underarter finns listade i Catalogue of Life.